# Waręż Wieś
Waręż Wieś, Waręż-Wieś (ukr. Варяж-Село)  – dawniej samodzielna wieś, obecnie część Waręża na terenie Ukrainy, rejonu czerwonogrodzkiego obwodu lwowskiego. Stanowi południową część Waręża (Miasta) w okolicy ulicy Bełskiej.
W II Rzeczypospolitej do 1934 samodzielna wieś i gmina jednostkowa. 1 sierpnia 1934 w ramach reformy na podstawie ustawy scaleniowej wszedł w skład nowej zbiorowej gminy Waręż  Miasto w powiecie sokalskim w woj. lwowskim, gdzie 17 września 1934 wraz z Soportami i Polanką utworzył gromadę o nazwie Waręż Wieś.
Po wojnie wieś weszła w skład powiatu hrubieszowskigo w woj. lubelskim. W 1951 roku wieś wraz z mniejszą częścią gminy Waręż (którą równocześnie przekształcono w gminę Hulcze) została przyłączona do Związku Radzieckiego w ramach umowy o zamianie granic z 1951 roku.